# خالد بن فهد الخاطر
خالد بن فهد الخاطر سياسي ودبلوماسي قطري، ولد في الدوحة عام 1966م، بدأ حياته السياسية بإلتحاقه للعمل في الديوان الأميري القطري بعد أن انهي دراساته العليا في الولايات المتحدة الأمريكية عام 1992م، فاكتسب خبرات سياسة وتدرج في السلم الوظيفي هناك فأصبح باحث سياسي في الأدارة السياسية والشؤون الصحفية ثم التحق بالعمل في وزارة الخارجية فشغل عدة مناصب حتى تحصّل على درجة سفير ليصبح بـذلك سفير دولة قطر لدى مملكة هولندا.

## المؤهلات العلمية
- بكالوريوس في العلوم السياسية من جامعة جورج واشنطن عام 1992م
- ماجستير في السياسة الدولية من كلية الدراسات الشرفية جامعة لندن عام2000م
- دكتوراه في العلاقات الدولية من جامعة زيورخ عام2007م

## الخبرات العملية
- عمل في الديوان الأميري قرابة العشر سنوات، وشغل عدة وظائف حساسة منها: مدير شؤون الدراسات والبحوث، ورئيس قسم الدراسات الإستراتيجية، وباحث سياسي في الإدارة السياسية والشؤون الصحفية.
- التحق بالعمل في وزارة الخارجية عام 2003م
- مدير إدارة المعلومات والبحوث لمدة عام واحد
- مسؤول التحليل السياسي والاستراتيجي في مكتب الأمين العام لمجلس التعاون الخليجي في الرياض خلال الفترة 2004-2007م.
- مدير العلاقات الدولية (قطاع الشؤون السياسية) في الأمانة العامة في الرياض للفترة 2007-2009م
- رئيساً للوفد التفاوضي لمؤتمر التغير المناخي أثناء تولي دولة قطر رئاسة المؤتمر عام 2012م
- سفيراً لدولة قطر لدى مملكة هولندا ومندوب الدولة لدى منظمة حظر الأسلحة الكيماوية وسفير غير مقيم لدى مملكة الدنمارك خلال الأعوام 2014-2016م[2] [3]
- مدير إدارة السياسات والتخطيط عام 2017م.[4] [5]